# Copromotor
Een copromotor is iemand die bij een wetenschappelijke promotie fungeert als tweede begeleider, naast de eigenlijke promotor. Het gaat bij een copromotor om iemand die niet beschikt over het ius promovendi (het recht om de promovendus tot doctor te promoveren), omdat hij of zij zelf niet hoogleraar of hoofddocent is, of omdat hij of zij als hoogleraar langer dan vijf jaar met emeritaat is en om die reden het ius promovendi niet meer mag uitoefenen.
Vaak zijn copromotoren wetenschappelijk medewerkers (onderzoekers, docenten of hoofddocenten) van een universiteit met een bijzondere expertise op het vakgebied waarin de promovendus zijn proefschrift schrijft. Niet zelden is de copromotor dan ook degene die de feitelijke begeleiding van het promotie-onderzoek op zich neemt, terwijl de promotor zorgt voor een meer formele begeleiding en de theoretische aspecten van het onderzoek in de gaten houdt. In zo’n geval is het in de regel ook de copromotor die na afloop van de promotie de laudatio (de felicitatierede) uitspreekt.